# CF Pachuca
Club de Fútbol Pachuca – meksykański klub piłkarski z siedzibą w mieście Pachuca, stolicy stanu Hidalgo. Występuje w rozgrywkach Liga MX. Domowe mecze rozgrywa na obiekcie Estadio Hidalgo.

## Osiągnięcia

### Krajowe
- Liga MX

| zwycięstwo (7):     | 1999 (I), 2001 (I), 2003 (A), 2006 (C), 2007 (C), 2016 (C), 2022 (A) |
| drugie miejsce (4): | 2001 (V), 2009 (C), 2014 (C), 2022 (C)                               |

- Copa MX

| zwycięstwo (0):     | –        |
| drugie miejsce (1): | 2017 (A) |

- Campeón de Campeones

| zwycięstwo (0):     | –                      |
| drugie miejsce (4): | 2004, 2006, 2016, 2023 |

- InterLiga

| zwycięstwo (0):     | –    |
| drugie miejsce (1): | 2009 |

### Międzynarodowe
- Puchar Mistrzów CONCACAF

| zwycięstwo (6):     | 2002, 2007, 2008, 2010, 2017, 2024 |
| drugie miejsce (0): | –                                  |

- SuperLiga

| zwycięstwo (1):     | 2007 |
| drugie miejsce (0): | –    |

- Copa Sudamericana

| zwycięstwo (1):     | 2006 |
| drugie miejsce (0): | –    |

- Recopa Sudamericana

| zwycięstwo (0):     | –    |
| drugie miejsce (1): | 2007 |

- Klubowe Mistrzostwa Świata

| trzecie miejsce (1): | 2017 |
| czwarte miejsce (1): | 2008 |
| piąte miejsce (1):   | 2010 |
| szóste miejsce (1):  | 2007 |

- Puchar Interkontynentalny

| drugie miejsce (1): | 2024 |

## Historia
Klub założyli w roku 1892 angielscy górnicy z firmy Compañia Real del Monte de Pachuca. Pachuca jest najstarszym klubem piłkarskim w Meksyku. Początkowo piłkarze klubu trenowali tylko w wolnym czasie, gdy nie pracowali w kopalniach. Dnia 19 lipca 1907 założona została liga meksykańska Primera Liga Mexicana de Fútbol z klubami, które zostały założone wkrótce po Pachuce.
Trwająca w latach 1910 do 1912 rewolucja meksykańska zrujnowała także i futbol meksykański – w lidze pozostały tylko trzy zespoły, w tym Pachuca. Od roku 1917 do 1920 Pachuca była mistrzem ligi. Trenerem zespołu był wówczas brytyjski szkoleniowiec Alfred C. Crowle. Klub Pachuca nagle zniknął ze sceny, gdy większość jego graczy w latach 1920–1921 przeniosła się do stolicy kraju, miasta Meksyk. Upłynęło wiele lat, zanim klub pojawił się w drugiej lidze meksykańskiej.
W 1967 klub sięgnął po mistrzostwo drugiej ligi, awansując po bardzo długiej przerwie do najwyższej ligi kraju. Jednak zespół spisywał się słabo i już na początku lat 70. wrócił do drugiej ligi. Tuzos musieli czekać aż 19 lat na kolejny występ w pierwszej lidze w sezonie 1992/93, po którym znów spadli z ligi. W 1994 druga liga zmieniła swą nazwę z Segunda División na Primera División A. Pachuca decydującą walkę o pierwszą ligę przegrała z Atlético Celaya. W sezonie 1995/96 klub został mistrzem drugiej ligi meksykańskiej (Primera A), dzięki czemu wrócił do pierwszej ligi, skąd spadł ponownie.
Po tym jak Meksykański Związek Piłki Nożnej podzielił sezon na dwie części – zimową (turniej Invierno) i letnią (turniej Verano), Pachuca został mistrzem turnieju Invierno. Po pokonaniu filii zespołu Tigres UANL, Tigrillos, Pachuca po raz kolejny wróciła do pierwszej ligi.

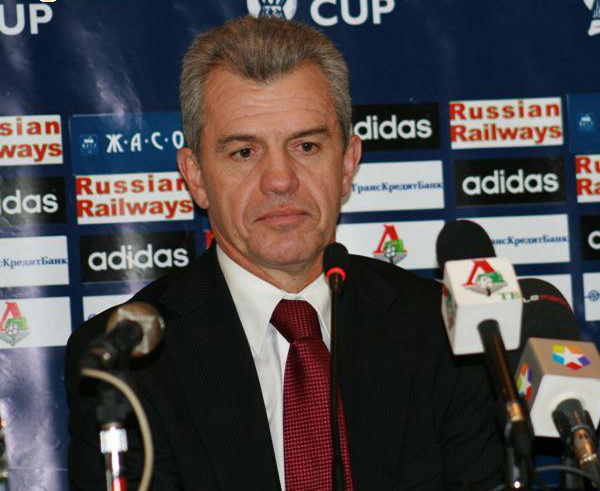
Javier Aguirre, trener Pachuki podczas mistrzowskiego sezonu Invierno 1999.

W sezonie 1998/99 klub przełamał swą złą passę ciągłego spadania z pierwszej ligi tuż po awansie. Niewiele jednak brakowało, by i tym razem wrócił do drugiej ligi i dopiero pokonanie stołecznego Atlante na Estadio Azteca w obecności 30,000 widzów zapewniło utrzymanie się w lidze. Trenerem zespołu był w owym czasie Javier Aguirre.
W turnieju zimowym 1999 Pachuca pierwszy raz w historii zdobyła mistrzostwo Meksyku od czasu zaprowadzenia zawodowstwa. Pachuca w drugim meczu finałowym pokonała Cruz Azul. Javier Aguirre poprowadził zespół do niespodziewanego zwycięstwa, które ukoronował złoty gol argentyńskiego snajpera Alejandro Glarii, który zdobył bramkę wewnętrzną częścią uda. Aguirre w licznych wywiadach w czasie ćwierćfinału, a potem półfinału, powtarzał, że nie spodziewał się dojść aż tak daleko i musiał zrezygnować z zaplanowanych na ten okres wakacji. Dzięki temu sukcesowi klub został zaproszony do udziału w Copa Merconorte.
Dzięki ogromnemu wysiłkowi organizacyjnemu udało się utrzymać ok. 85% początkowego składu mistrzowskiego i w 2001 Tuzos, ponownie pod wodzą Javiera Aguirre, dotarli do finału letniego turnieju (Verano). Na Estadio Corona w Torreón nie dali jednak rady drużynie Santos Laguna. W czasie trwania tego sezonu klub poniósł ciężką stratę, gdy dnia 29 stycznia 2001 zginął w wypadku samochodowym jeden z najwybitniejszych piłkarzy klubu – Pablo Hernán Gómez.

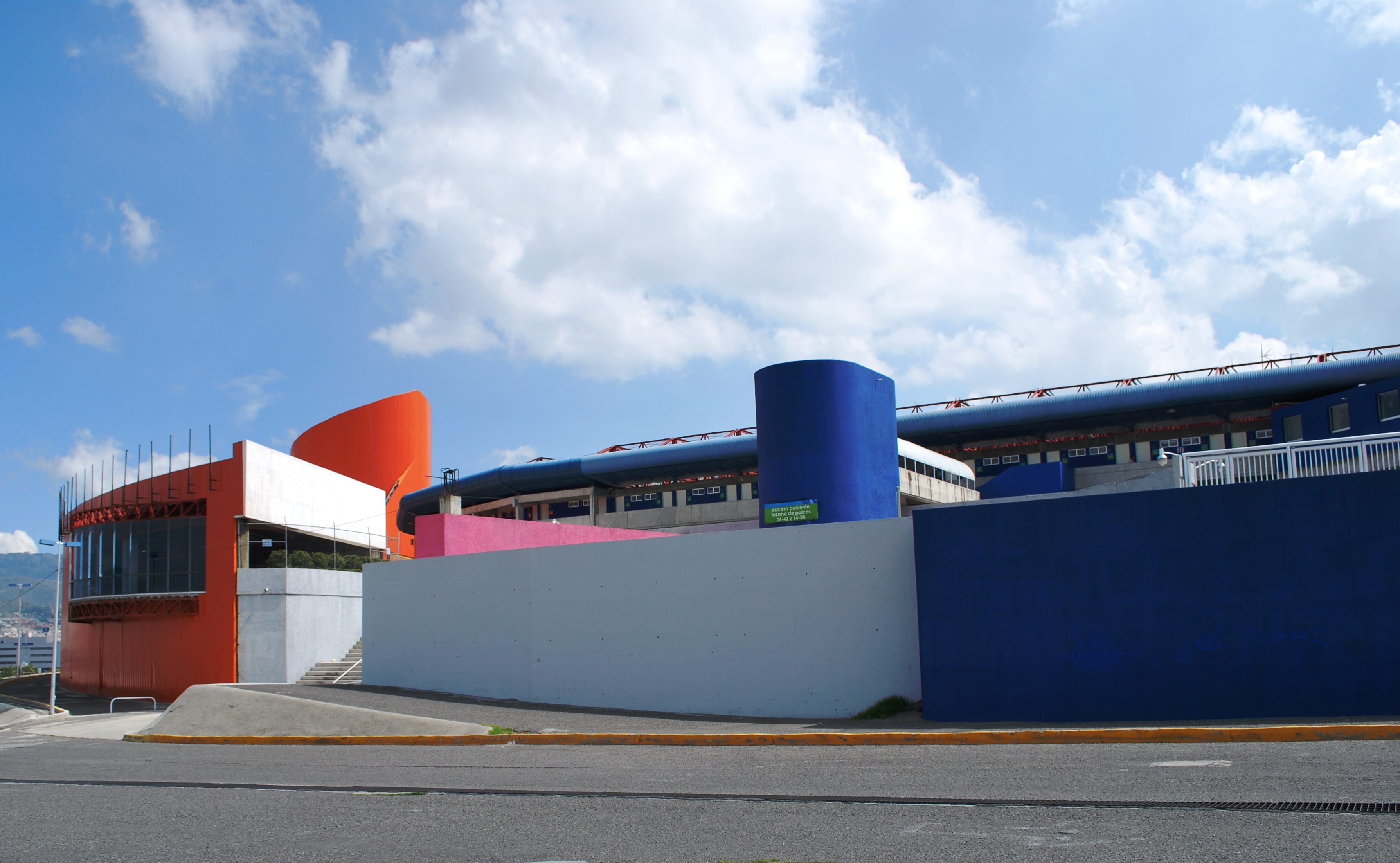
Estadio Hidalgo, domowy obiekt CF Pachuca.

W końcu 2001 roku Javier Aguirre wybrany został przez Meksykański Związek Piłki Nożnej na trenera narodowej reprezentacji Meksyku, biorącej udział w eliminacjach do finałów Mistrzostwa Świata w Korei i Japonii. Nowym trenerem klubu został Alfredo Tena, który poprowadził drużynę w zimowym turnieju Invierno 2001. Drużyna dotarła do finału, gdzie zmierzyła się z Tigres UANL. Po meczu na Estadio Universitario klub świętował zdobycie kolejnego tytułu mistrza Meksyku.
W roku 2001 Pachuca była pierwszym klubem meksykańskim, który świętował stulecie swego istnienia. Dwa lata później klub sięgnął po kolejny tytuł mistrza, znów pokonując w finale Tigres UANL. W tym okresie trenerem drużyny był Víctor Manuel Vucetich. Powyższe sukcesy sprawiły, że klub Pachuca stał się jednym z bardziej cenionych klubów meksykańskich.
Po nieco słabszym okresie Pachuca wygrała turniej Clausura 2006 pokonując w finale San Luis. Był to pierwszy przypadek, kiedy Pachuca zdobyła mistrzostwo Meksyku na własnym stadionie. Zwycięstwo to dało prawo startu w Pucharze Mistrzów CONCACAF w roku 2007.
Rok 2006 przyniósł klubowi największy sukces w dziejach – Pachuca wygrała drugi pod względem rangi puchar południowoamerykański, Copa Sudamericana. Sukces ten, to jak dotąd jedno z największych osiągnięć klubowych w historii futbolu meksykańskiego.

### Rywalizacje
Największym rywalem klubu jest Tigres UANL.
Pachuca w 1996 roku awansowała do pierwszej ligi po wyeliminowaniu filii Tigres, Tigrillos. W pierwszej lidze Pachuca dwukrotnie pokonała Tigres w finale ligi na stadionie Estadio Universitario. To spowodowało, że kibice Tigres uważają Pachucę za swego największego wroga. Powyższa rywalizacja stała się jeszcze bardziej zawzięta po podpisaniu przez trenera José Trejo kontraktu z Tigres dzień po tym, jak Pachuca wygrała finał turnieju Clausura 2006. Pachuca określiła to jako „brak etyki” ze strony rywala.

## Aktualny skład
Stan na 16 lutego 2025.
| Nr | Poz. | Piłkarz              |
| -- | ---- | -------------------- |
| 2  | OB   | Sergio Barreto       |
| 3  | OB   | Alonso Aceves        |
| 4  | OB   | Eduardo Bauermann    |
| 5  | PO   | Pedro Pedraza        |
| 6  | PO   | Santiago Homenchenko |
| 7  | NA   | Emilio Rodríguez     |
| 8  | OB   | Bryan González       |
| 9  | NA   | Illian Hernández     |
| 10 | NA   | John Kennedy         |
| 11 | NA   | Oussama Idrissi      |
| 13 | BR   | Carlos Rodas         |
| 14 | PO   | Arturo González      |
| 15 | NA   | Israel Luna          |

| Nr | Poz. | Piłkarz                  |
| -- | ---- | ------------------------ |
| 19 | PO   | Javier López             |
| 22 | OB   | Gustavo Cabral (kapitan) |
| 23 | NA   | Salomón Rondón           |
| 24 | OB   | Luis Rodríguez           |
| 25 | BR   | Carlos Moreno            |
| 26 | PO   | Alán Bautista            |
| 27 | NA   | Owen González            |
| 28 | PO   | Elías Montiel            |
| 31 | BR   | José Eulogio             |
| 32 | OB   | Carlos Sánchez           |
| 33 | OB   | Andrés Micolta           |
| 35 | OB   | Jorge Berlanga           |